# Chloroclystis subusta
Chloroclystis subusta là một loài bướm đêm trong họ Geometridae.